# Konstantin Michailowitsch Sergejew
Konstantin Michailowitsch Sergejew (russisch Константин Михайлович Сергеев, wiss. Transliteration Konstantin Michajlovič Sergeev; * 20. Februarjul. / 5. März 1910greg. in Sankt Petersburg; † 1. April 1992, ebenda) war ein russischer Balletttänzer.

## Leben
Sergejew war zwischen 1930 und 1961 Solotänzer am Staatlichen Akademischen Opern- und Balletttheater in Leningrad. Als Meistertänzer war er sowohl in den klassischen Ballettstücken als auch in modernen russischen Werken wie Der Tränenbrunnen von Bachtschyssaraj, Verlorene Illusionen oder Der Bronzene Reiter erfolgreich. Nach dem Wechsel von Galina Ulanowa zum Bolschoi-Ballett nach Moskau wurde die Primaballerina Natalja Dudinskaja seine neue Solo-Partnerin, die er später heiratete.
Eine Verletzung beendete 1961 seine Karriere als Erster Solotänzer des Kirow-Balletts, sein Nachfolger wurde Rudolf Nurejew. Von 1951 bis 1955 und von 1960 bis 1970 war Sergejew künstlerischer Leiter und Choreograf der Ballettkompanie. In dieser Zeit pflegte er besonders die Tradition des klassischen Balletts. 1970 erfolgte unter seiner Leitung eine Neuinszenierung von Hamlet. Für seine Leistungen erhielt Sergejew mehrere Auszeichnungen, darunter 1970 den Leninpreis.
Nach der Flucht der Tänzerin Natalja Makarowa während einer Gastspielreise durch das Vereinigte Königreich wurde Sergejew 1970 von seinen Funktionen entbunden. Im Jahre 1973 wurde er als Direktor der choreografischen Schule wieder zum Kirow-Ballett berufen. 1988 ging er in den Ruhestand.
| Personendaten    | Personendaten                             |
| ---------------- | ----------------------------------------- |
| NAME             | Sergejew, Konstantin Michailowitsch       |
| ALTERNATIVNAMEN  | Сергеев, Константин Михайлович (russisch) |
| KURZBESCHREIBUNG | russischer Tänzer                         |
| GEBURTSDATUM     | 5. März 1910                              |
| GEBURTSORT       | Sankt Petersburg, Russisches Kaiserreich  |
| STERBEDATUM      | 1. April 1992                             |
| STERBEORT        | Sankt Petersburg                          |